# Bohdan Trąmpczyński

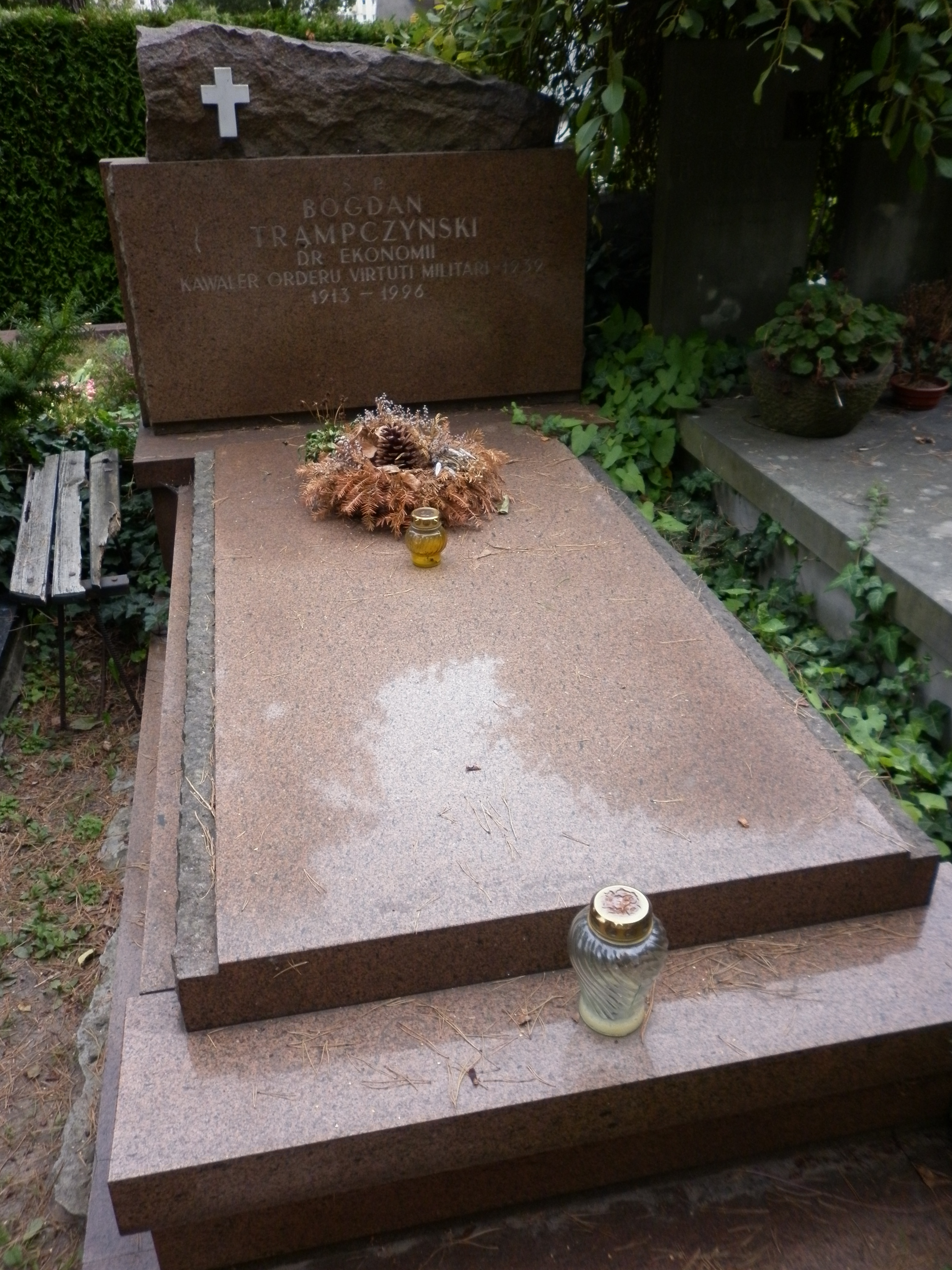
Grób Bohdana Trąmpczyńskiego

Bohdan Bolesław Jan Trąmpczyński (ur. 26 czerwca 1913 w Rusocinie, zm. 13 czerwca 1996 w Warszawie) – polski ekonomista, żołnierz, dyplomata, ambasador w Danii (1978–1981).

## Życiorys
Z wykształcenia był doktorem ekonomii. Należał do korporacji akademickiej Primislavia. 
Na stopień podporucznika rezerwy został mianowany ze starszeństwem z 1 stycznia 1938 i 116. lokatą w korpusie oficerów artylerii. Podczas kampanii wrześniowej był dowódcą II plutonu w 1 baterii 7 Dywizjonu Artylerii Konnej Armii „Poznań”. Uczestnik bitwy nad Bzurą. Następnie awansowany na stopień kapitana. Po dostaniu się do niemieckiej niewoli przebywał w Oflagu II C Woldenberg.
Po zakończeniu wojny był działaczem ruchu ludowego, prezesem Centralnego Związku Spółdzielczości Pracy, autorem publikacji dotyczących polskiej spółdzielczości. Od 28 września 1978 do 1981 pełnił funkcję ambasadora w Danii.
Syn Antoniego i Jadwigi z domu Sicińskiej – pochodzących z warstwy ziemiańskiej. Brat ekonomisty Bolesława Trąmpczyńskiego oraz ekonomisty i polityka Witolda Trąmpczyńskiego.
Pochowany na Cmentarzu Wojskowym na Powązkach.

## Odznaczenia
- Krzyż Srebrny Orderu Virtuti Militari[3]
- Medal 10-lecia Polski Ludowej[7].
- Odznaka „Zasłużony Działacz Ruchu Spółdzielczego” (1959)[8]